# Phostria albirenalis
Phostria albirenalis is een vlinder uit de familie van de grasmotten (Crambidae). De wetenschappelijke naam van de soort is voor het gepubliceerd in 1898 door George Francis Hampson.
De soort komt voor in Brazilië.